# Liste der Monuments historiques in Dannelbourg
Die Liste der Monuments historiques in Dannelbourg führt die Monuments historiques in der französischen Gemeinde Dannelbourg auf.

## Liste der Objekte
| Bezeichnung                | Beschreibung | Standort                              | Kennzeichnung | Schutzstatus   | Datum     | Bild |
| -------------------------- | --- | ------------------------------------- | ------------- | -------------- | --------- | ---- |
| Orgel                      | Ensemble aus PM57000054 und PM57000722 | in der Kirche St-Jean-Baptiste (Lage) | PM57000721    | Classé Inscrit | 1987 1986 |      |
| Orgelprospekt              | Ende des 18. Jahrhunderts von Jean-François Vautrin für die Kirche St-Epvre in Nancy gebaut; um 1865 nach Dannelbourg versetzt; 1928 ergänzt | in der Kirche St-Jean-Baptiste (Lage) | PM57000722    | Inscrit        | 1986      |      |
| Instrumentalteil der Orgel | Ende des 18. Jahrhunderts von Jean-François Vautrin für die Kirche St-Epvre in Nancy gebaut; um 1865 nach Dannelbourg versetzt; 1928 ergänzt | in der Kirche St-Jean-Baptiste (Lage) | PM57000054    | Classé         | 1987      |      |